# Хальварссон, Ян
Ян Хальварссон (швед. Jan Halvarsson; 26 декабря 1942, Эстерсунд — 5 мая 2020, Хаммердаль, Емтланд) — шведский лыжник, призёр Олимпийских игр и чемпионата мира.

## Карьера
На Олимпийских играх 1968 года в Гренобле, завоевал серебро в эстафете в которой бежал первый этап и закончил свой этап на втором месте, проиграв лишь представителю Норвегии Одду Мартинсену, на последующих этапах партнёры Хальварссона по команде сохранили второе место и сборная Швеции получила серебряную медаль. В остальных гонках олимпийского турнира, занял 5-е место в гонке на 15 км, 12-е место в гонке на 30 км и 7-е место в гонке на 50 км.
На чемпионат мира-1970 в Высоких Татрах завоевал бронзовую медаль в эстафетной гонке, лучший результат в личных гонках на чемпионатах мира, 7-е место в гонке на 50 км на том же чемпионате 1970 года.